# Karlskrona tyska församling
Karlskrona tyska församling var en församling i Lunds stift. Församlingskyrka var Trefaldighetskyrkan. 

## Administrativ historik
Församlingen utbröts 10 augusti 1680 ur Augerums församling och bildade då ett eget pastorat. Församlingen uppgick 1 november 1846 i Karlskrona stadsförsamling.

## Kyrkoherdar
| Ämbetstid | Namn                           | Levnadstid | Övrigt |
| --------- | ------------------------------ | ---------- | ------ |
| 1691–1722 | Justus Christopher Hauswolff   | 1666–1722  |        |
| 1722–1745 | Johan Fredrik Franck           | 1694–1782  |        |
| 1746–     | Johan Gottfrid Michaelis       | –1775      | Pastor |
| 1756–1761 | Bernhard Christopher Kukelentz | –1761      |        |
| 1761–1771 | Claes Diedrich Wiebe           | –1771      |        |
| 1772–1821 | Johan Bernhard Wolff           | 1740–1821  |        |
| 1822–1828 | Jonas Lundqwist                | 1785–1828  |        |
| 1828–1838 | Claes Johan Schaar             |            |        |